# Троструки нумерички систем
Троструки нумерички систем (који се и назива база 3) има три као своју базу. Аналогно биту, тернарна цифра је тројка (три цифре). Један тројка је еквивалентна log23 (око 1.58496) битова информације.
Иако је тројни најчешће се односи на систем у којем су три цифре 0, 1, и 2 сви не-негативни бројеви, придев такође даје име у систему балансиране тројке, који се користи у односу логике и троструких рачунара.

## Поређење са другим расама
| *   | 1   | 2   | 10   | 11   | 12   | 20   | 21   | 22   | 100   |
| 1   | 1   | 2   | 10   | 11   | 12   | 20   | 21   | 22   | 100   |
| 2   | 2   | 11  | 20   | 22   | 101  | 110  | 112  | 121  | 200   |
| 10  | 10  | 20  | 100  | 110  | 120  | 200  | 210  | 220  | 1000  |
| 11  | 11  | 22  | 110  | 121  | 202  | 220  | 1001 | 1012 | 1100  |
| 12  | 12  | 101 | 120  | 202  | 221  | 1010 | 1022 | 1111 | 1200  |
| 20  | 20  | 110 | 200  | 220  | 1010 | 1100 | 1120 | 1210 | 2000  |
| 21  | 21  | 112 | 210  | 1001 | 1022 | 1120 | 1211 | 2002 | 2100  |
| 22  | 22  | 121 | 220  | 1012 | 1111 | 1210 | 2002 | 2101 | 2200  |
| 100 | 100 | 200 | 1000 | 1100 | 1200 | 2000 | 2100 | 2200 | 10000 |

Репрезентације целих бројева у тројкама се не добијају тако брзо као у бинарним. На пример, децимално 365 одговара бинарном 101101101 (9 цифара) а тројном 111112 (6 цифара). Међутим, они су и даље далеко мање компактне у односу на одговарајуће представништво у базама као што су децимални- види доле компактан начин за кодирање тројки користећи деветку и двадесетседмицу.
| Тројка    | 1     | 2     | 10    | 11    | 12    | 20    | 21    | 22    | 100   |
| Бинарни   | 1     | 10    | 11    | 100   | 101   | 110   | 111   | 1000  | 1001  |
| Децимални | 1     | 2     | 3     | 4     | 5     | 6     | 7     | 8     | 9     |
| Тројка    | 101   | 102   | 110   | 111   | 112   | 120   | 121   | 122   | 200   |
| Бинарни   | 1010  | 1011  | 1100  | 1101  | 1110  | 1111  | 10000 | 10001 | 10010 |
| Децимални | 10    | 11    | 12    | 13    | 14    | 15    | 16    | 17    | 18    |
| Тројка    | 201   | 202   | 210   | 211   | 212   | 220   | 221   | 222   | 1000  |
| Бинарни   | 10011 | 10100 | 10101 | 10110 | 10111 | 11000 | 11001 | 11010 | 11011 |
| Децимални | 19    | 20    | 21    | 22    | 23    | 24    | 25    | 26    | 27    |

| Тројка    | 1         | 10           | 100            | 1 000            | 10 000             |
| Бинарни   | 1         | 11           | 1001           | 1 1011           | 101 0001           |
| Децимални | 1         | 3            | 9              | 27               | 81                 |
| Степен    | 30        | 31           | 32             | 3                | 34                 |
| Тројка    | 100 000   | 1 000 000    | 10 000 000     | 100 000 000      | 1 000 000 000      |
| Бинарни   | 1111 0011 | 10 1101 1001 | 1000 1000 1011 | 1 1001 1010 0001 | 100 1100 1110 0011 |
| Децимални | 243       | 729          | 2 187          | 6 561            | 19 683             |
| Степен    | 35        | 36           | 37             | 38               | 39                 |

Као и код рационалних бројева, тројке нуди погодан начин да представљају једну трећину (за разлику од свог гломазног представљања као бескрајног низа понављања бројке у децималама); али велики недостатак је то, заузврат, тројке не нуди коначан приказ за једну половину (ни за једну четвртину, једну петину, једну осмину, једну десетину, итд), јер 2 није примарни фактор базе.
| Разломак | 1/2 | 1/3  | 1/4  | 1/5    | 1/6   | 1/7      | 1/8   | 1/9      | 1/10    | 1/11         | 1/12   | 1/13           |
| Тројка   | 0.1 | 0.1  | 0.02 | 0.0121 | 0.01  | 0.010212 | 0.01  | 0.01     | 0.0022  | 0.00211      | 0.002  | 0.002          |
| Бинарни  | 0.1 | 0.01 | 0.01 | 0.0011 | 0.001 | 0.001    | 0.001 | 0.000111 | 0.00011 | 0.0001011101 | 0.0001 | 0.000100111011 |
| Децимал  | 0.5 | 0.3  | 0.25 | 0.2    | 0.16  | 0.142857 | 0.125 | 0.1      | 0.1     | 0.09         | 0.083  | 0.076923       |

### Сума цифара у тројкама супротна од бинарних
Вредност бинарног броја са n битова где су сви 1 је 2n − 1.
Слично, за број N(b,d) са базом b и d цифрама, где су све цифре максималне вредности b − 1, можемо написати
N(b,d) = (b − 1) bd−1 + (b − 1) bd−2 + … + (b − 1) b1 + (b − 1) b0,
N(b,d) = (b − 1) (bd−1 + bd−2 + … + b1 + 1),
N(b,d) = (b − 1) M.
bM = bd + bd−1 + … + b2 + b1, и
−M = −bd−1 − bd−2 − … − b1 − 1, па
bM − M = bd − 1, or
M = (bd − 1)/(b − 1).
Онда, N(b,d) = (b − 1)M,
N(b,d) = (b − 1) (bd − 1)/(b  − 1), и
N(b,d) = bd − 1.
За 3-цифрени тројни број, N(3,3) = 33 − 1 = 26 = 2 × 32 + 2 × 31 + 2 × 30 = 18 + 6 + 2.

### Компактна представа тројке: база 9 и 27
Деветке (база 9, свака цифра је две троструке цифре) или (база 27, свака цифра је три троструке цифре) могу да се користе за компактне репрезентације тројног, као и окталног и хексадецималног система уместо бинарног.

## Практична употреба
База-три систем се користи у исламу због задржавања бројања Ташиба до 99 или 100 на једној руци за бројање молитве (као алтернатива за Мибаха).
У одређеној аналогној логици, стање кола се често изражава тројком. То се најчешће види у транзистору-транзистор логици користећи 7406 отворену колекторску логику. Излаз је или низак (основан), висок, или отворен (високо-з). У овој конфигурацији излаз круга заправо није уопште повезан на било који референтни напон. Где је сигнал обично утемељен на одређеној референци, или на одређеном напонском нивоу, стања кажу да је висока импеданса јер је отворен и служи своју референцу. Тако, стварни ниво напона је понекад непредвидив.
Ретка "тројна тачка" се користи да означи разломљене делове на измени у бејзболу. Јер свака измена се састоји од три излаза, сваки се сматра трећином од једне измене и означен је као .1. На пример, ако играч коси свих 4., 5. и 6. измена, плус 2 излаза у 7. кругу, његова измена баца колону јер би тад игра била наведена као 3.2, што значи 3⅔. У тој употреби, само разломак броја написан је у облику троструког.
Тројни бројеви се могу користити за преношење само-сличних структура као што су Сиерпински троугао или Канторов скуп. Осим тога, испоставило се да је тројна репрезентација корисна за дефинисање Канторовог скупа и сродних тачака комплета, због начина на који је Канторов скуп конструисан. Канторов скуп се састоји од тачака од 0 до 1 које имају троструки израз који не садржи неку инстанцу цифре 1. Сваки престанак експанзија у тројном систему је еквивалентан изразу који је идентичан до термина који је претходио последњи не нула рок праћен ознаком једне мање него прошле нуле мандата првог израза, затим бесконачном репу од два. На пример.1020 је еквивалентно .1012222. .. јер експанзије су исте до "два" на првом изразу, два је умањен у другој експанзији, а завршне нуле су замењене иза две у другом изразу.
Тројка је основа целог броја са највећом радикс економијом, затим следи бинарни и четворка. Користи се за поједине рачунарске системе због те ефикасности. Такође се користи за представљање 3 дрвета опције као што је мени телефонског система, који омогућавају једноставан пут ка било којој експозитури.
Облик вишка бинарне представе под називом балансирана тројка или означена цифра представе се понекад користи у софтверу ниског нивоа и хардвера за постизање брзог додавања целих бројева, јер могу елиминисати пренос

### Трите
Неки троструки рачунари, као што је Сетун дефинишу трите да буду 6 тритова или исто као ~ 9.5 битова (који има више информација него де факто бинарног бајта).